# 俞咨益
俞咨益（1522年—？），字汝虞，號南石，浙江紹興府山陰縣人，竈籍，明朝政治人物。

## 生平
年轻为诸生時，在乡设館教授生徒，朱赓、羅萬化、张元忭等人皆出其门下。
嘉靖十九年（1540年）庚子科浙江鄉試第四十六名舉人。嘉靖三十八年（1559年）中式己未科會試第二百六十二名，三甲第八十五名進士。嘉靖三十九年（1560年）任廣東廣州府推官，嘉靖四十一年十一月选授南京广西道试監察御史，清理屯田，使侵占为之一清。剿灭盗首袁洪，百姓获得安宁。以年例，四十四年二月升官至福建佥事。辞官归乡，救山人徐渭于狱中，为士论所称赞。
曾主阳和书院講席，罗万化、张元忭、朱赓皆出其门。

## 家族
曾祖俞全；祖父俞貴，府經歷；父俞燔，母謝氏。慈侍下。弟咨夔、咨垂、咨契、咨慶、咨庠、咨度、咨皋、咨孟、咨舜。